# Prințesa dolarilor
Prințesa dolarilor (în germană Die Dollarprinzessin) este o operetă în trei acte, compusă de Leo Falla în 1907. Premiera operetei a avut loc în 2 noiembrie 1907 la Viena. Libretul a fost scris de Alfred Maria Willner și Fritz Grünbaum.

## Subiect
La trei luni și jumătate după succesul operetei Fermierul vesel a lui Fall, a avut loc la 2 noiembrie 1907 premiera operetei Prințesa dolarilor, care a reprezentat un nou succes. Libretul scris de A. M. Willner și Fritz Grünbaum este o variațiune pe tema piesei shakespeariene Îmblânzirea scorpiei, adaptată la realitățile existente în America în secolul al XX-lea. Katherina a fost transformată în încrezuta Alice, fiica „regelui cărbunelui” John Couder, în timp ce Petrucchio a fost înlocuit cu mândrul Fredy Wehrburg. Punctul de plecare a operetei îl reprezintă confruntarea reprezentanților a două medii sociale radical diferite: aristocrați europeni în căutare de bani și milionari americani proaspăt îmbogățiți în căutarea unui blazon aristocratic și a unor relații sus-puse. Subiectul puțin plauzibil este salvat de muzica grațioasă și melodioasă a lui Fall. Cele mai bune momente ale operetei sunt valsul Hm la la la dansat de Alice și Fred în actul I, cântecul Wigl wagl wigl wagl, my monkey, interpretat de Alice și duetul lui Daisy și Hans În cerc mereu în cerc. Opereta s-a bucurat de un mare succes în Europa și peste ocean. Premiera sa în Polonia a avut loc pe 28 martie 1908, la Varșovia, iar rolul lui Alice a fost interpretat de Victoria Kawecka.

## Personaje

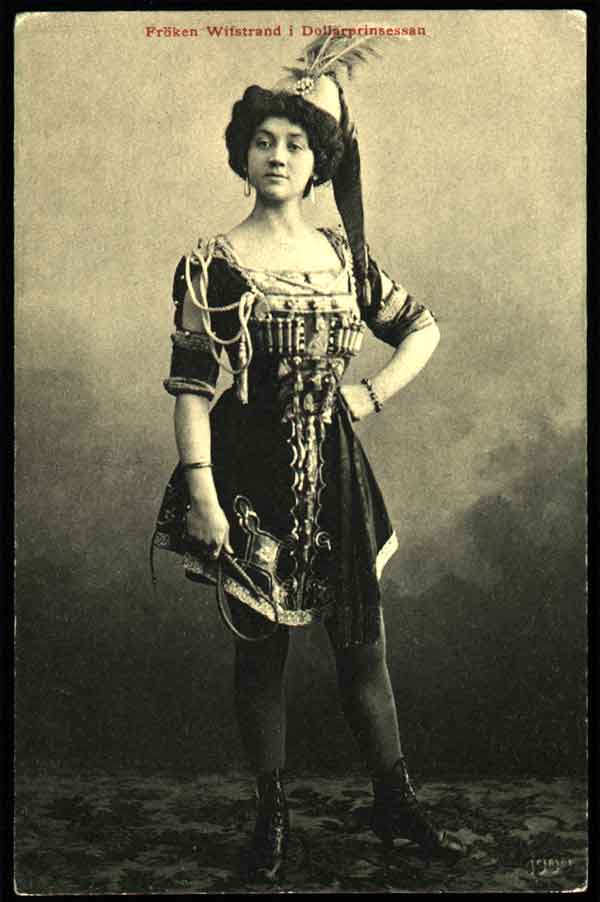
Naima Wifstrand în Prințesa dolarilor pe scena Oscarsteatern din Stockholm, 1920.

- John Couder, milionar, președintele trustului cărbunelui
- Alice, fiica sa
- Daisy Gray, nepoata sa
- Tom, fratele lui Couder
- Dick, nepotul lui Couder
- Fred Wehrburg
- Hans von Schlick, baron
- Ila Valgodesco, cântăreț și circar din Europa
- Miss Thompson, menajera familiei Couder
- James, majordom în casa familiei Couder
- Bill, șoferul familiei Couder[4]